# Іван Тодоров Странски
Іван Тодоров Странскі (болг. Иван Тодоров Странски; 18 квітня 1886, Сливен Болгарія — 29 жовтня 1959, Софія Болгарія) — болгарський рослино- і ґрунтознавець, член Болгарської АН (1943—59).

## Біографія
Народився Іван Странскі 18 квітня 1886 року у Сливені. Через деякий час переїжджає у Київ, де вступає на природознавчий факультет КиївДУ, котрий він закінчив у 1911 році. У процесі навчання у КиївДУ, Іван Тодоров мріяв поступити у МДУ на агрономічний факультет і це йому вдається зразу ж після закінчення КиївДУ, у 1911 році, провчившись ще три роки Іван Тодоров закїнчує МДУ. У 1914 році повертається у Болгарію і вирішує пов'язати своє  життя з Софією. Після приїзду у Софію Іван Тодоров почав активний план по створенню агрономічного факультету і лише у 1920 році даний факультет вдається відкрити у складі СофДУ. У 1921 році Іван Тодоров обраний на посаду завідувача кафедрою спільного землеробства вищого сільськогосподарського інституту у Софії і пропрацював на даній посаді 31 рік, при цьому у 1929 році він був обраний  професором даного інституту. У 1940 році Іван Тодоров заснував інститут землеробства Болгарської АН і уже у 1947 році даний інститут був урочисто відкритий, а Іван Тодоров був обраний його першим директором і очолював інститут до самої смерті.

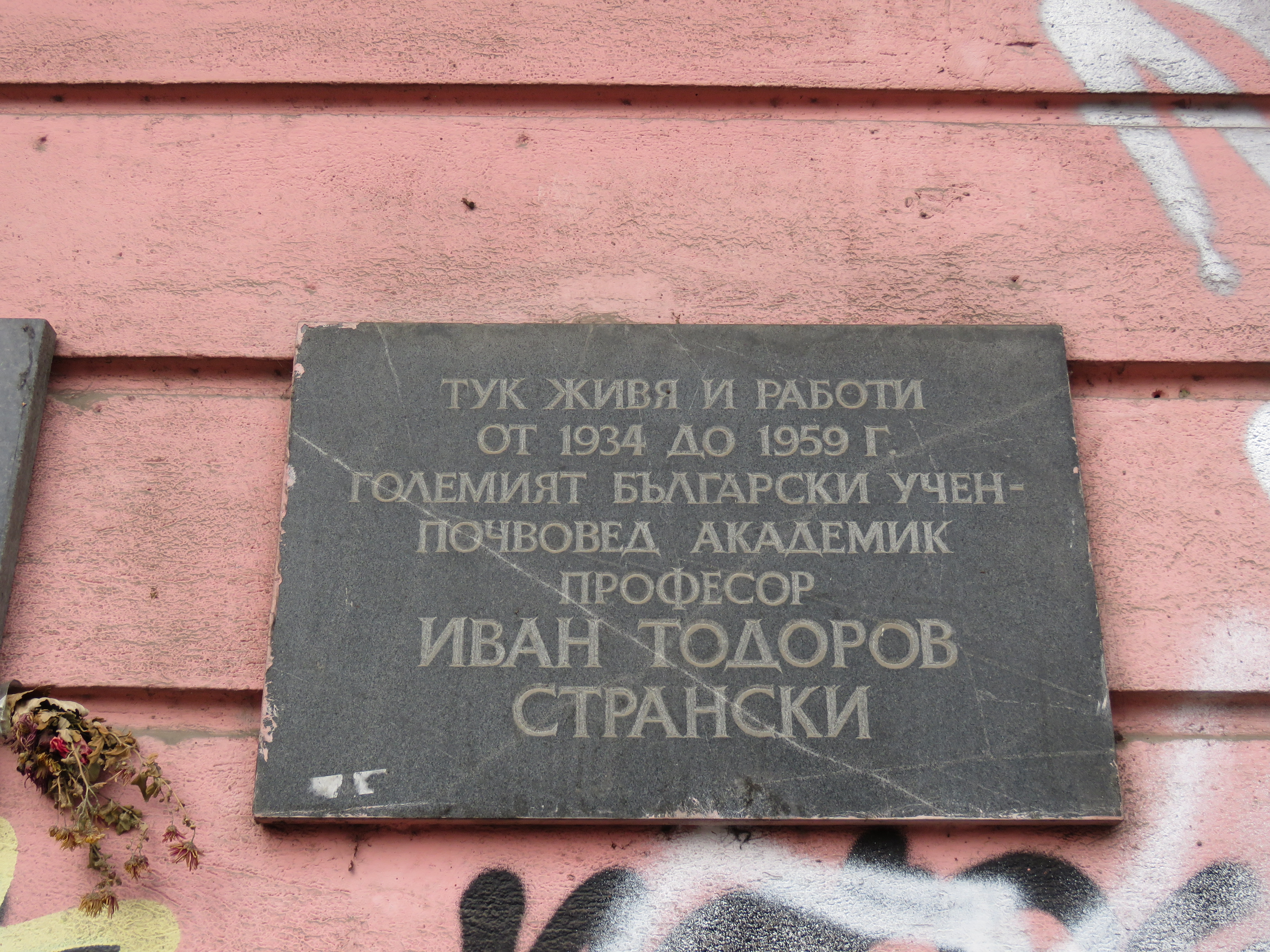

Помер Іван Странскі  29 жовтня 1959 року у Софії.

## Наукові роботи
Основні наукові роботи присвячені землеробству і рослинництву. Іван Тодоров — автор переважної  більшості наукових робіт.
- Вивчав агротехніку і історію культурних рослин Болгарії.
- Дослідив специфіку типу ґрунту  — смолницю.

## Наукові праці
- Землеробство, 1935.
- Вибране трудове.— Софія.: Вид-во БАН, 1974.— 453 с.

- Біологи. Біографічний довідник.— Київ.: Наук. думка, 1984.— 816 с.: іл